# 東京ディズニーランド・ステーション駅
東京ディズニーランド・ステーション駅（とうきょうディズニーランド・ステーションえき）は、千葉県浦安市舞浜にある、ディズニーリゾートラインの駅である。東京ディズニーランドの最寄り駅。旅客案内上は、東京ディズニーランド・ステーションと呼称される。

## 歴史
- 2001年（平成13年）7月27日：開業[1]。文字数では日本一長い文字数の駅名となる[3]。
- 2009年（平成21年）3月14日：ICカード「PASMO」の利用が可能となる[4]。

## 駅構造
進行方向左側にある単式ホーム1面1線の高架駅で、ホームゲートが設置されている。東京ディズニーランド (TDL) と東京ディズニーランドホテルの最寄り駅であり、TDLメインエントランスと、東京ディズニーランドホテルに挟まれる形で位置している。
駅舎のデザインは隣接するTDLメインエントランス・インフォメーション&チケットブースや東京ディズニーランドホテルと同じヴィクトリア朝時代の建築物を彷彿とさせるもので、後から建設されたこの駅がメインエントランス周辺の調和を壊さないようになっている。改札口付近の屋根はガラス張りで太陽の光が射し込む。ホーム部分の下にあるアーチ状の外壁には東京ディズニーランドのアトラクションの絵が描かれていて、駅舎のアクセントになっている。駅の中央の時計はミッキーになっている。
駅に向かって左側に上りエスカレータ、右側に下りエスカレータが各1基ずつ設置されているが、手前に階段があるため、駅正面から見るとエスカレータ通路があまり目立たない構造である。他にエレベータ2基がある。
改札口と券売機はホームと同じ2階にあり、改札口周辺とホームは一体の空間となっている。改札内には左右2箇所に待合室があり、ベンチに座って列車を待つことが出来る。なお改札内には他にベンチは置かれていない。トイレおよびコインロッカーは駅舎の1階部分にある。

## 利用状況
2022年度の1日平均乗車人員は7,072人である。2023年度の1日平均乗降人員は16,469人。ディズニーリゾートラインの駅としては最も乗車人員が少ない。
開業以降の年度別1日平均乗車人員の推移は以下のとおりである。
| 年度               | 1日平均 乗車人員 | 出典     |
| ------------------ | ---------------- | -------- |
| 2001年（平成13年） | 6,636            | [ * 1 ]  |
| 2002年（平成14年） | 7,345            | [ * 2 ]  |
| 2003年（平成15年） | 8,348            | [ * 3 ]  |
| 2004年（平成16年） | 8,028            | [ * 4 ]  |
| 2005年（平成17年） | 7,606            | [ * 5 ]  |
| 2006年（平成18年） | 7,885            | [ * 6 ]  |
| 2007年（平成19年） | 7,254            | [ * 7 ]  |
| 2008年（平成20年） | 8,827            | [ * 8 ]  |
| 2009年（平成21年） | 8,413            | [ * 9 ]  |
| 2010年（平成22年） | 8,625            | [ * 10 ] |
| 2011年（平成23年） | 7,582            | [ * 11 ] |
| 2012年（平成24年） | 8,613            | [ * 12 ] |
| 2013年（平成25年） | 10,037           | [ * 13 ] |
| 2014年（平成26年） | 9,928            | [ * 14 ] |
| 2015年（平成27年） | 9,681            | [ * 15 ] |
| 2016年（平成28年） | 9,563            | [ * 16 ] |
| 2017年（平成29年） | 9,401            | [ * 17 ] |
| 2018年（平成30年） | 10,453           | [ * 18 ] |
| 2019年（令和元年） | 10,012           | [ * 19 ] |
| 2020年（令和02年） | 2,298            | [ * 20 ] |
| 2021年（令和03年） | 3,690            | [ * 21 ] |
| 2022年（令和04年） | 7,072            | [ * 22 ] |

備考
1. ↑  2001年7月27日開業。開業日から翌年3月31日までの計248日間のデータ。

## 駅周辺
- 東京ディズニーランド
- 東京ディズニーランドホテル
- 東京ディズニーランド・パーキング
- ボン・ヴォヤージュ

## バス路線
駅にバスターミナルは無いが、東京ディズニーランドのバスターミナルと近接している。

## 隣の駅
舞浜リゾートライン
■ディズニーリゾートライン
リゾートゲートウェイ・ステーション駅 → 東京ディズニーランド・ステーション駅 → ベイサイド・ステーション駅